# Zeittafel des Philippinisch-Amerikanischen Krieges
Die Zeittafel des Philippinisch-Amerikanischen Krieges bietet einen Überblick über die wichtigsten Ereignisse in der Geschichte der Philippinen während des Konflikts mit den Vereinigten Staaten von 1898 bis 1913.

## 1898 – Der Spanisch-amerikanische Krieg

### Mai
- 1. Mai – Erste Schlacht des Spanisch-Amerikanischen Krieges: Admiral George Dewey zerstört die spanische Flotte bei der Schlacht in der Bucht von Manila.

- 19. Mai – Emilio Aguinaldo kehrt von seinem Exil in Hongkong zurück auf die Philippinen, wo er sich seit der Niederschlagung der Katipunan-Revolte von 1892 bis 1896 aufhielt.

### Juni
- 12. Juni – Zerschlagung der meisten spanischen Verbände an Land und Einkesselung von Manila. General Aguinaldo unterzeichnet die Erklärung zu der philippinischen Unabhängigkeit und wird der erste Präsident der Philippinen.

- 15. Juni – Die Anti-imperialistische Liga formiert sich, um die U.S.-Annektierung der Philippinen und anderer Außengebiete der Vereinigten Staaten zu bekämpfen. Sie bringen hierzu eine Reihe an gesetzesmäßigen, wirtschaftlichen, moralischen und rassistischen Argumenten vor.

- 20. Juni-21 – Einnahme von Guam; die Vereinigten Staaten nehmen Guam von den Spaniern in Besitz.

### Juli
- 3. Juli – Schlacht von Santiago de Cuba; die Vereinigten Staaten zerstören die spanische Flotte von Pascual Cervera y Topete.

- 4. Juli – Die Vereinigten Staaten nehmen das Wake-Atoll von den Spaniern in Besitz.

- 16. Juli – Santiago de Cuba, Kuba fällt den US-Truppen zu.

- 25. Juli – Die Vereinigten Staaten nehmen Puerto Rico von den Spaniern in Besitz.

- 25. Juli – 13. August – Letzte Schlacht im Spanisch-amerikanischen Krieg: U.S.- und philippinische Truppen schlagen die spanischen Truppen in der Schlacht von Manila.

### August
- 12. August – Eine Waffenruhe beendet den Spanisch-amerikanischen Krieg

- 14. August – Die Vereinigten Staaten senden 10.000 Soldaten, um die Philippinen zu besetzen.

### September
- Die philippinische Versammlung ratifiziert die philippinische Verfassung, die die philippinische Republik zu einem unabhängigen Staat erklärt.

### Oktober
- 1. Oktober – Beginn der Pariser Friedenskonferenz – U.S. Präsident William McKinley instruiert William Day, die Philippinen nicht zu annektieren, nur Luzon, Guam und Puerto Rico.

- 24. Oktober – McKinley kommt während der Nacht zu einer Entscheidung. Er erwacht und mit einer von Gott erhaltenen Antwort – danach „bleibt uns nichts anderes übrig zu tun, als sie alle zu nehmen, die Filipinos zu unterrichten, sie zu bessern und zu christianisieren. Dann ging ich zurück in mein Bett, legte mich schlafen und schlief ruhig durch.“[1]

- 28. Oktober – McKinley sendet neue Instruktionen zur Pariser Delegation: „Die Überlassung muss für den ganzen Archipel gelten oder gar nicht.“

### Dezember
- 10. Dezember – Abschluss des Pariser Friedensvertrages unterzeichnet von den Spaniern und den Vereinigten Staaten; Die USA zahlen Spanien 20 Millionen US$ für die Übernahme von Guam, Puerto Rico und der Philippinen.

## 1899 – Der Philippinisch-amerikanische Krieg (1. Jahr)

### Januar
- 21. Januar - Verabschiedung der Malolos-Verfassung

- 23. Januar - Konstituierung der ersten philippinischen Republik, (Filipino: pinasinayaan ang Unang Republika ng Pilipinas)

### Februar
- Februar – Der Philippinisch-amerikanische Krieg beginnt.

- 4. Februar–5. Februar – Erste und größte Schlacht im Philippinisch-amerikanischen Krieg: Schlacht um Manila (1899); Die Amerikaner drängen die Filipino-Armee aus Manila heraus.

- 6. Februar – Der U.S.-Senat stimmt für die Ratifizierung des Pariser Friedensvertrages mit 57 zu 27 Stimmen (2/3 plus eine) bei nur 2 republikanischer Gegenstimmen: George Frisbie Hoar aus Massachusetts und Eugene Hale aus Maine.

### März
- 31. März – Amerikanische Verbände besetzten Malolos City, die Hauptstadt der philippinischen Republik auf Luzon und verdrängen Aguinaldo und dessen Regierung aus dem Ort.

### April
- 9. April–10. April – „Kampf um Santa Cruz“ – U.S. General Henry W. Lawton nimmt die philippinische Festung von Santa Cruz ein und dringt mit seinen Truppen in die Provinz Laguna auf Luzon hinein.

- 11. April – „Kampf um Pagsanjan“ – Amerikanische Scharfschützen sind außerhalb von Pagsanjan in ein Gefecht mit Filipinos verwickelt und können sie erfolgreich hinaustreiben. In einem zweiten Gefecht im Rahmen des Laguna-Feldzuges nehmen General Lawtons Truppen Pagsanjan schließlich ein.

- 12. April – „Kampf um Paete“ – General Lawtons Streitkräfte durchbrechen in schweren Kämpfen die Straßenblockade der Filipinos nach Paete. Paete wird von den Amerikanern genommen. Es ist die letzte Aktion des Laguna-Feldzuges.

- 23. April – „Kampf bei Quingua“ – Der philippinische General Gregorio del Pilar stoppt einen Trupp amerikanischer Kavalleriekundschafter in Luzon, wird aber nach einem Artilleriebombardement und einer Bodenoffensive der Infanterie zurückgeschlagen.

### Juni
- 5. Juni – Der philippinische General Antonio Luna wird von Aguinaldos Offizieren in einen Hinterhalt gelockt und ermordet.

- 13. Juni – „Kampf um die Zapote-Brücke“ – Auf Luzon schlagen Lawtons amerikanische Streitkräfte einen großen philippinischen Truppenverband unter General Maximo Hizon und fügen ihren Gegnern bei den zweitstärksten Kampfhandlungen des Philippinisch-amerikanischen Krieges schwere Verluste zu.

### November
- In China beginnt der Boxeraufstand.

- 11. November – „Kampf um San Jacinto“ – U.S. General Loyd Wheaton drängt die Filipinos aus San Jacinto in Luzon heraus.

### Dezember
- 2. Dezember – „Kampf um den Tirad Pass“ – Auf Luzon wehren sich 60 philippinische Patrioten 5 Stunden lang unter General del Pilar gegen einen Angriff von 500 U.S.-Infanteriesoldaten, bevor nahezu alle Filipinos, einschließlich del Pilar, tot sind.

- 19. Dezember – „Kampf von Paye“ – Auf Luzon schlägt der philippinische General Licerio Geronimo eine amerikanische Brigade unter General Lawton, bei der Lawton selbst getötet wird.

## 1900 – Philippinisch-amerikanischer Krieg (2. Jahr)

### April
- 15. April – „Belagerung von Catubig“ – Philippinische Guerilleros starten einen Überraschungsangriff gegen eine Einheit der amerikanischen Armee und zwingen sie, nach einer vier Tage andauernden Belagerung, die Ortschaft Catubig auf Samar zu räumen.

### Mai
- General Arthur MacArthur ersetzt General Elwell Stephen Otis als Militärgouverneur (bis Juli 1901). William Howard Taft kommt als ziviler Gouverneur zu unserer kleinen braunen Brüdern (bis 1904)

### Juni
- General Arthur MacArthur erklärt für 90 Tage eine Amnestie und bietet 30 Pesos für jedes ausgehändigte Gewehr. Die Amnestie verspricht eine komplette Immunität für die Vergangenheit und die Freiheit für die Zukunft. Das Ergebnis der Amnestie ist enttäuschend. Es wird geschätzt, dass viele der Einheimischen, die sich ergeben haben, Opportunisten waren, die die Belohnungen für abgegebene altmodische Waffen sammelten.

- 4. Juni – „Kampf um Macahambus“ – In der Schlucht von Macahambus bei Cagayan de Misamis, Northern Mindanao (nun Cagayan de Oro), schlagen die Filipinos ein amerikanisches Regiment und fügen dem Gegner schwere Verluste zu, verlieren dabei lediglich 5 eigene Männer.

### September
- 13. September – „Kampf um Pulang Lupa“ – Auf Marinduque überfallen philippinische Widerstandskämpfer unter Colonel Maximo Abad 55 amerikanische Soldaten, töten oder verwunden die meisten und nehmen alle gefangen.

- 17. September – „Kampf um Mabitac“ – Philippinische Verbände manövrieren die amerikanischen Streitkräfte aus Luzon hinaus.

### November
- 2. November – William McKinley gewinnt gegen den Demokraten William Jennings Bryan bei den Präsidentschaftswahlen. Bryan wurde unter anderem durch Aguinaldo's Unterstützung der Demokratischen Partei geschlagen. Albert J. Beveridge, der frisch eingesetzte Senator des US-Bundesstaates Indiana, erscheint während der Kampagne immer wieder als „Goldener Redner“ des republikanischen Imperialismus. Er debattiert mit Senator George Frisbie Hoar über dessen Reise auf die Philippinen, er habe sich dort kein direktes Bild des Krieges machen wollen und zum Beweis holt er einen Goldklumpen von dem potentiellen Reichtum dieses Landes hervor und ruft aus: „Ich war dort“.

## 1901 – Philippinisch-amerikanischer Krieg (3. Jahr)

### März
- 23. März – Der amerikanische General Fred Funston ordnet die Ergreifung von Emilio Aguinaldo in dessen Lager in Palanan mit Hilfe der Macabebe-Kundschafter an – Aguinaldo sichert den USA daraufhin seine Loyalität zu und versucht, seine Gefolgsleute zur Aufgabe zu bewegen. Der Widerstand bleibt jedoch hart.

- Das Lonoy Massaker – Bei einem gegenseitigen Überfall initiieren US-Infanteristen einen Überraschungsangriff auf einheimische Bewohner auf Bohol, wobei mehr als 400 Menschen getötet werden.

### April
Emilio Aguinaldo veröffentlicht am 20. April eine Erklärung, die den philippinischen Widerstand auffordert sich zu ergeben. Daraufhin ergibt sich Gen. Baldomero Aguinaldo am 29. April in der Provinz Cavite.

### Mai
- 27. Mai – Der erste Oberste Gerichtshof der Vereinigten Staaten verhandelt die Insular Cases (Insel Angelegenheiten). Er entscheidet, dass die Kolonien verfassungsmäßig sind und die verfassungsmäßigen Rechte der Vereinigten Staaten keinerlei Rechenschaft gegenüber Kolonialbewohnern benötigen.

### September
- 28. September – Das Balangiga-Massaker – Über 70 Amerikaner werden bei einem Überraschungsangriff auf der Insel Samar getötet. Dieses Ereignis gilt als das berüchtigtste Vorkommnis des gesamten Krieges. General Jake „Howling Wilderness“ Smith befiehlt daraufhin Vergeltungsmaßnahmen gegen die Zivilbevölkerung von Samar.

### Dezember
- 7. Dezember – Der amerikanische General J. Franklin Bell beginnt in Batangas auf Luzon mit einer Politik der Internierung in Lager – Alles außerhalb einer „Todeslinie“ wird systematisch zerstört: Menschen, Nutzpflanzen, Behausungen, Tiere, Häuser und Boote. Eine ähnliche Politik wurde bereits einige Monate zuvor auf der Insel Marinduque eingeführt. Die antiimperialistische Presse argumentiert, diese Politik wäre gleichbedeutend mit der Reconcentrado-Politik des spanischen Generals Valeriano Weyler auf Kuba und die des britischen Generals Horatio Kitchener im Zweiten Burenkrieg in Südafrika.

## 1902 – Philippinisch-amerikanischer Krieg (4. Jahr)

### Januar
- 31. Januar – Das Lodge Komitee beginnt. Senator George Frisbie Hoar drängt den Untersuchungsausschuss des Kongresses dazu, die Durchführung des Krieges durch das amerikanische Senatskomitee auf den Philippinen, geführt von Senator Henry Cabot Lodge, untersuchen zu lassen. Zeugenberichte amerikanischer Soldaten zeichnen ein Bild von regelmäßig auftretender Brutalität und durchgeführter Folter.

### Februar
- 17. Februar – Der philippinische General Vicente Lukbán wird in Samar ergriffen. Der Widerstand im Inland der Insel Samar setzt sich fort.

### März
- 2. März – Es beginnt das Kriegsgerichtsverfahren gegen den U.S. Marine Major Littleton Waller, für die im Januar durchgeführte Exekution von 11 aufmüpfigen philippinischen Begleitern auf Samar. Das Gericht stimmt mit 11 zu 2 für einen Freispruch.

### April
- Der philippinische General Miguel Malvar kapituliert in Luzon, gefolgt von 3.000 seiner Männer. Er ist der letzte philippinische General, der sich in diesem Krieg ergibt.

### Mai
- Die Kriegsgerichtsverhandlung von U.S. General Jacob H. Smith für dessen Befehl, alle Männer auf Samar zu töten, die älter als 10 Jahre sind, beginnt. Der General wird des Fehlverhaltens überführt, mündlich verwarnt und zur Armee zurückgeschickt. Er geht daraufhin in den Ruhestand.

### Juni
- 28. Juni – Das Lodge Komitee vertagt sich ohne weitere Aktionen.

### Juli
- 4. Juli – Präsident Theodore Roosevelt erklärt den Krieg für beendet.

## 1903 – Guerilla-Krieg
- Der Guerillakrieg geht weiter.

- 23. Dezember – William Howard Taft, Zivilgouverneur der Philippinen, verhandelt mit Papst Leo XIII. Die Vereinigten Staaten kaufen von dem Dominikaner-Orden auf den Philippinen Ländereien für insgesamt $ 7.2 Millionen und verkaufen sie weiter an Filipinos, zumeist an nicht ortsansässige Grundstückseigentümer.

## 1904 – Guerilla-Krieg
- Der Guerillakrieg geht weiter.

- Das Massaker bei Dolores – Auf Samar werden 47 philippinische Gendarmeriekundschafter von 1000 Pulajans in einen Hinterhalt gelockt und nahezu alle getötet.

## 1906 Moro Rebellion
- Der Guerillakrieg geht weiter.

- 5. März–7. März – Massaker am Bud Dajo – Eintausend Moros verschanzen sich in einem erloschenen Vulkankrater auf Mindanao und bekämpfen eine große Anzahl von amerikanischen Soldaten, bevor praktisch alle Moros getötet worden sind. Diese Handlungsweise der US-Truppen ist von Mark Twain in Die Moro-„Schlacht“ (1906) scharf kritisiert wurden.

## 1907–1912 – Moro Rebellion
- Der Guerillakrieg geht weiter.

## 1913 – Ende des Krieges
- Die Vereinigten Staaten stellen eine eventuelle philippinische Unabhängigkeit in Aussicht (die Unabhängigkeit erfolgte schließlich am 4. Juli 1946).

- Die Phase der Moro Rebellion des Krieges endet.

- Der Philippinisch-amerikanische Krieg ist zu Ende.